# 将
将（しょう）は、自衛隊の階級区分のひとつである。将官としての階級であり、自衛隊法により、自衛官の最高位の階級として陸上自衛隊では陸将（りくしょう）、海上自衛隊では海将（かいしょう）、航空自衛隊では空将（くうしょう）が定められている。将の中でも幕僚長に任じられている幕僚長たる将および統合作戦司令官に任ぜられている統合作戦司令官たる将は、将のさらに高位として扱われる。

## 概要
自衛隊法による自衛官の最高位の階級であり、将補の上に位置する。通常、旧日本軍や外国軍の中将に相当する階級とされるが、統合幕僚長、陸上幕僚長、海上幕僚長、航空幕僚長および統合作戦司令官の就任者はその職の重要性を鑑み、将の中でも一段高い地位にあるものとして桜星4つの階級章にて区別がなされ、大将に相当するものとされている。ただし、これはあくまでも対外的な便宜上のもので、自衛隊法には大将・中将に相当する階級の定めはない。
英呼称は、陸上（航空）自衛隊：General （ジェネラル）、海上自衛隊：Vice Admiral （ヴァイス・アドミラル）（英語版防衛白書等）、陸上および航空自衛隊の中将相当官としての呼称は Lieutenant General （リューテナント・ジェネラル）である。
フランス革命方式によって表現する国の場合、陸将および空将はブラジルなど師団長を中将職とする国々と同様に「師団将軍」と呼称する。
また、外国軍の人事バランスに対応した措置が取られており、陸上自衛隊を例に取ると、中将相当の将の中でも方面総監等は中将相当に対し、防衛大学校の自衛官をもって充てる副校長（旧・幹事）、師団長等の将の中将扱いは国内に限定されており、国外では少将として扱われる。

## 幕僚長・統合作戦司令官たる将
幕僚長たる将の英呼称は、統合幕僚長たる将：General/Admiral  serving as Chief of Staff of Joint Staff Office、 陸上（航空）幕僚長たる将：General serving as JGSDF(JASDF) Chief of Staff、海上幕僚長たる将：Admiral serving as JMSDF Chief of Staff（2023年度英語版防衛白書）、大将相当官としての呼称は陸上（航空）自衛隊：General （ジェネラル）、海上自衛隊：Admiral （アドミラル）である。また他の将官の階級と区別するため、Full General（フル・ジェネラル）、Full Admiral（フル・アドミラル）と呼称することもある。ただし、諸外国軍の大将相当者との釣り合いを取るための措置を意図したものであり、自衛官の階級を定めた自衛隊法第三十二条に規定はなく、正式な階級ではない。幕僚長という職に対する地位や待遇である。
現在の階級章は1962年（昭和37年）12月1日、自衛隊法施行規則の一部改正により制定されたものである。それ以前は当時の統合幕僚会議議長は統合幕僚会議議長章を、陸海空の各幕僚長は幕僚長章を左胸に付けるのみで他の将と同じ階級章であった。現在の階級章の制定で幕僚長章は廃止されたが、統合幕僚会議議長章は統合幕僚長章として現在も使用されている。これは次期戦闘機調査団長として渡米した第3代航空幕僚長源田実が、本来は大将に相当する地位にある幕僚長が階級章が桜星3つであるが故に栄誉礼で米空軍参謀総長よりも格下の中将の扱いを受けたことを抗議したが認められず、現地で桜星を4つにしたことに起因する。この行動を規定違反として問題視する声もあったが、帰国後自衛隊法施行規則そのものが見直され、事後承諾の形で定められた。
2025年（令和7年）3月24日に創設された統合作戦司令部に置かれる統合作戦司令官も陸上幕僚長、海上幕僚長および航空幕僚長と同格として4スターランクになった。

## 補職
- 陸上自衛隊では、陸将と呼称され、陸上幕僚長の他、陸上総隊司令官、方面総監、師団長等を務める。
- 海上自衛隊では、海将と呼称され、海上幕僚長の他、自衛艦隊司令官、地方総監等を務める。
- 航空自衛隊では、空将と呼称され、航空幕僚長の他、航空総隊司令官、航空方面隊司令官等を務める。

将の補職は、上記のものを含めて基本的に指定職であるが、現在、幕僚長に関しては認証官とすることが政策として検討されている。
|          |                | 幕僚長たる将                                          | 将 |
| -------- | -------------- | ----------------------------------------------------- | --- |
| 主な補職 | 統合幕僚監部   | 統合幕僚長                                            | 統合幕僚副長 統合幕僚監部運用部部長 情報本部長 ほか                                                                                    |
| 主な補職 | 統合作戦司令部 | 統合作戦司令官                                        | 統合作戦副司令官 幕僚長 |
| 主な補職 | 陸上自衛隊     | 陸上幕僚長                                            | 陸上幕僚副長 陸上総隊司令官 陸上総隊司令部幕僚長 方面総監（5人） 師団長（9人） 自衛隊中央病院副院長 札幌自衛隊病院長 ほか              |
| 主な補職 | 海上自衛隊     | 海上幕僚長                                            | 海上幕僚副長 自衛艦隊司令官 護衛艦隊司令官 航空集団司令官 潜水艦隊司令官 地方総監（4人） 教育航空集団司令官 ほか                       |
| 主な補職 | 航空自衛隊     | 航空幕僚長                                            | 航空幕僚副長 航空総隊司令官 航空総隊副司令官 航空支援集団司令官 航空教育集団司令官 航空開発実験集団司令官 航空方面隊司令官（4人） ほか |
| 待遇等   | 階級章         |                                                       | |
| 待遇等   | 定年           | 62歳                                                  | 60歳 |
| 待遇等   | 俸給           | 統合幕僚長（8号俸） 各幕僚長、統合作戦司令官（7号俸） | 5号俸まで |
| 待遇等   | 各国の相当階級 | 大将                                                  | 中将 |

2025年（令和7年）3月14日に公布された政令第五十号防衛省組織令等の一部を改正する政令により、上表に統合作戦司令部（統合作戦司令官：七号俸、統合作戦副司令官、幕僚長）関係の追加が始まっており、今後も逐次追加が進むと思われる（同日のe-GOVの防衛省の職員の給与等に関する法律施行令には未反映）。

## 沿革
陸上自衛隊の前身である警察予備隊では警察監が、後の保安隊では保安監が陸将に相当し、海上自衛隊の前身である海上警備隊では海上警備監が、後の警備隊では警備監が海将に相当した。実際には在任者が海上警備隊総監ただ一人であったため、級の区分が無かった海上警備監を除き、警察監には総隊総監たる警察監とそれ以外の職に就く警察監の、保安監は長官の定める職に就く（甲）とそれ以外の職に就く（乙）の、警備監は第二幕僚長たる警備監と第二幕僚長以外の職に就く警備監の級の区分があった。そして総隊総監たる警察監および保安監（甲）が3つ星、 第二幕僚長たる警備監が今日の海将と同じく金太線1本と金中線2本の階級章であり、名実ともに3スターランクであったのに対し、総隊総監以外の職に就く警察監および保安監（乙）が2つ星で、第二幕僚長以外の職に就く警備監では金太線、金細線、金中線という配列の階級章であったため、総隊総監以外の職に就くの警察監、保安監（乙）および第二幕僚長以外の職に就く警備監は将と将補の中間の上級少将あるいは下級中将とでも言うべき立ち位置にあり、実質的には2スターランクであった。将補の前身の階級である監補は、警備監補は海将補と同じ金太線、金中線各1本に対し、同格の警察監補や保安監補の階級章は1つ星であったため、旧軍の少将相当といいながら実質的には1スターランク的な立ち位置にあった。自衛隊創設にあたって陸自は当時の防衛官僚の「保安監は中将であり、管区総監は師団長であり、旧軍では中将職であり、そしてアメリカ軍では中将は3つ星である。」との意見から保安監にあった（甲）、（乙）の区分は廃され、陸将が桜星3つの階級章に統一され、将補が桜星2つに変更、一方海自も第二幕僚長たる警備監の階級章が海将の階級章に制定され、第二幕僚長以外の警備監で使用されていた階級章は廃された。